# Giovanni Landini
Giovanni Landini (19 ottobre 1859 – 22 ottobre 1924) è stato un imprenditore italiano, fondatore nel 1884 della Landini, azienda produttrice di mezzi agricoli.

## Biografia
Giovanni Landini, a 25 anni apre a Fabbrico, una officina di riparazione e costruzione di macchine enologiche. Offre anche un servizio di riparazione di trebbie e locomobili, che apparivano per la prima volta nelle campagne italiane.
Negli anni 10 costruisce il suo primo motore fisso testacalda ma nel 1924 Giovanni Landini muore e l'attività viene rilevata dai figli Archimede, Aimone e James.